# شایوکازا
شایوکازا (به مجاری:  Sajókaza) یک منطقهٔ مسکونی در مجارستان است که در ناحیه کازینتس‌بارتسیکا واقع شده‌است.